# Estación de El Burgo de Ebro
El Burgo de Ebro es un apeadero ferroviario situado en el municipio español de El Burgo de Ebro, cerca de la ciudad de Zaragoza, en la región de Aragón. Desde mediados de 2013 carece de servicios ferroviarios para viajeros.

## Situación ferroviaria
La estación se encuentra en el punto kilométrico 357,30 de la línea férrea de ancho ibérico que une Miraflores con Tarragona, entre las estaciones de Miraflores y de Fuentes de Ebro a 184 metros de altitud.  El tramo es de vía única y está electrificado. 

## Historia
La estación fue inaugurada oficialmente el 15 de junio de 1874 con la apertura del tramo Zaragoza-Fuentes de Ebro de la línea férrea que unía Zaragoza con Val de Zafán por parte de una pequeña compañía fundada en 1869 que respondía al nombre de «Ferrocarril de Zaragoza a Escatrón y Val de Zafán a las Minas de la cuenca minera de Gargallo-Utrillas». En 1881 la línea que también era conocida como el Ferrocarril del Mediterráneo fue adquirida por la compañía de los Directos de Barcelona a Zaragoza la cual fue absorbida por MZA en 1894 con el propósito de conectar en Zaragoza su línea desde Barcelona por Tarragona con la que venía de Madrid. Esta última gestionó la estación hasta que en 1941, la nacionalización del ferrocarril en España supuso la integración de MZA en la recién creada RENFE.
Desde el 31 de diciembre de 2004 Renfe Operadora explota la línea mientras que Adif es la titular de las instalaciones ferroviarias.

## La estación

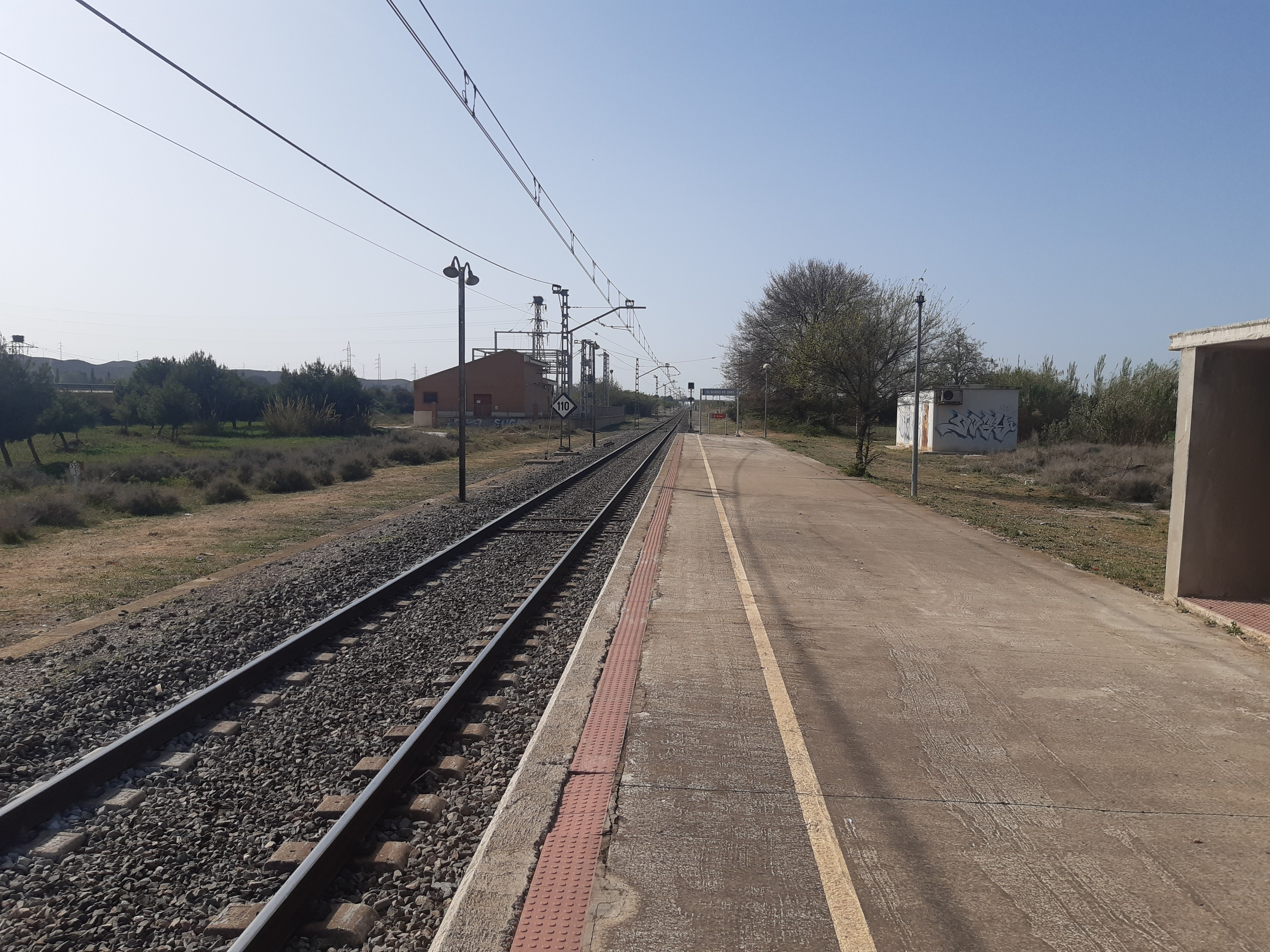
Andén de la estación sentido Miraflores. Al fondo se ve la limitación a 110 kmh.

Se sitúa al sur del núcleo urbano a unos 500 m de las primeras casas de la población, por camino asfaltado, estando el tramo final sin acondicionar.
Las instalaciones se reducen prácticamente a la via principal y su andén, no existiendo sino un simple refugio, al haber sido derribado el edificio de viajeros. Cuenta con un aparcamiento sin delimitación de plazas. En sentido Tarragona aún se conservan los restos del antiguo muelle de carga.

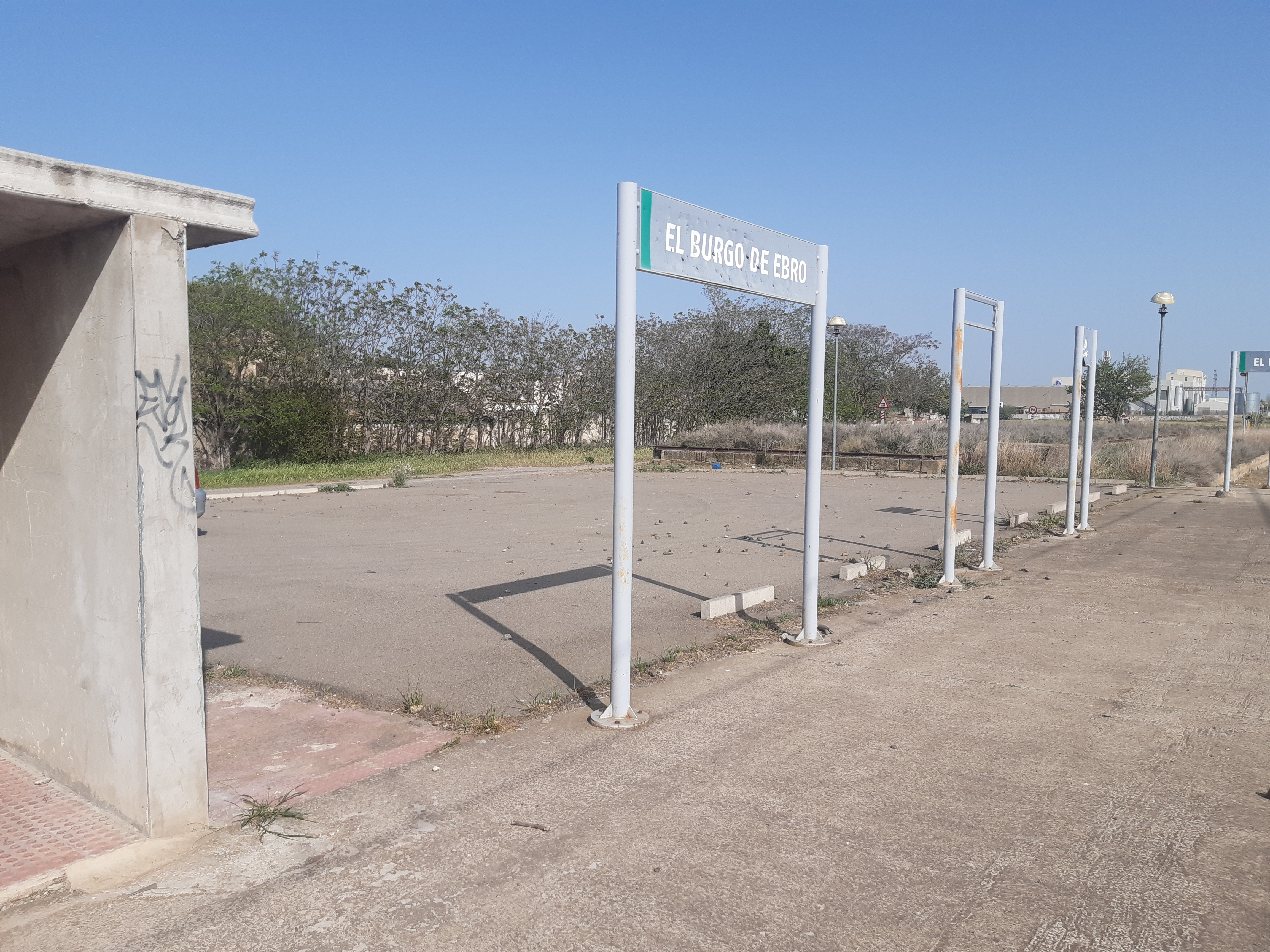
Andén sentido Tarragona. Refugio, aparcamiento y restos del muelle de carga (al fondo).